# Brec Bassinger
Brec Marie Bassinger (Saginaw, Texas; 25 de mayo de 1999) es una actriz estadounidense. Es conocida por interpretar a Bella Dawson en la serie de Nickelodeon Bella and the Bulldogs y a Courtney Whitmore/Stargirl en la serie de DC Stargirl.

## Vida personal
Bassinger solía presentarse a concursos de belleza y tiene dos hermanos mayores llamados Beric y Brice. Fue diagnosticada con diabetes tipo 1 a los 8 años de edad. Antes de convertirse en actriz, era una competitiva animadora.

## Filmografía

### Película
| Año  | Título                         | Personaje             | Notas       |
| ---- | ------------------------------ | --------------------- | ----------- |
| 2018 | Status Update                  | Maxi Moore            |             |
| 2018 | Killer Under the Bed           | Kilee                 |             |
| 2019 | 47 Meters Down: Uncaged        | Catherine             | [ 6 ]       |
| 2023 | The Man in the White Van       | Margaret              | [ 7 ]       |
| 2024 | Grizzly Night                  | Julie Helgeson        |             |
| 2025 | Destino Final: Lazos de Sangre | Iris Campbell (joven) | [ 8 ] [ 9 ] |

### Televisión
| Año       | Título                   | Personaje                                    | Notas                                         |
| --------- | ------------------------ | -------------------------------------------- | --------------------------------------------- |
| 2013-2016 | The Goldbergs            | Zoe McIntosh                                 | 2 episodios                                   |
| 2013-2014 | The Haunted Hathaways    | Emma                                         | 10 episodios                                  |
| 2015      | Liar, Liar Vampire       | Vi                                           | Película de televisión                        |
| 2015-2016 | Bella and the Bulldogs   | Bella Dawson                                 | Protagonista, 40 episodios                    |
| 2016-2018 | School of Rock           | Kale                                         | 12 episodios                                  |
| 2016      | Forever Boys             | Ella                                         | Película de televisión                        |
| 2017      | Code Black               | Emma                                         | 1 episodio                                    |
| 2018      | All Night                | Roni Sweetzer                                | Protagonista, 10 episodios                    |
| 2018      | Chicken Girls            | Babs                                         | Serie web; recurrente                         |
| 2019-2024 | The Loud House           | Margo Roberts                                | Voz recurrente                                |
| 2020      | DC's Legends of Tomorrow | Courtney Whitmore / Stargirl                 | Episodio: "Crisis on Infinite Earths, Part 5" |
| 2020-2022 | Stargirl                 | Courtney Whitmore / Stargirl                 | Protagonista                                  |
| 2022      | Robot Chicken            | Reply Sara / Chica del Baño Millennial (voz) | Episodio: "May Cause Indecision... Or Not"    |
| 2023      | Titanes                  | Courtney Whitmore / Stargirl                 | Episodio: "Dude, Where's My Gar?"             |
| 2023      | V.C. Andrews' Dawn       | Dawn Longchamp                               | Miniserie                                     |
| 2023      | Dew Drop Diaries         | Willow Jasmine                               | Rol de voz recurrente                         |

### Vídeos musicales
| Año  | Título        | Director      | Notas                             |
| ---- | ------------- | ------------- | --------------------------------- |
| 2014 | "Little Game" | Ben J. Pierce | Aparición; vídeo musical de Benny |

## Premios y nominaciones
| Año  | Premio                | Categoría                | Resultado |
| ---- | --------------------- | ------------------------ | --------- |
| 2009 | World Our Little Miss | Best Child Pageant Queen | Nominada  |